# Xylocythere pointillissima
Xylocythere pointillissima är en kräftdjursart som beskrevs av Rosalie F. Maddocks och Steineck 1987. Xylocythere pointillissima ingår i släktet Xylocythere och familjen Cytheruridae. Inga underarter finns listade i Catalogue of Life.